# Мости (заказник)

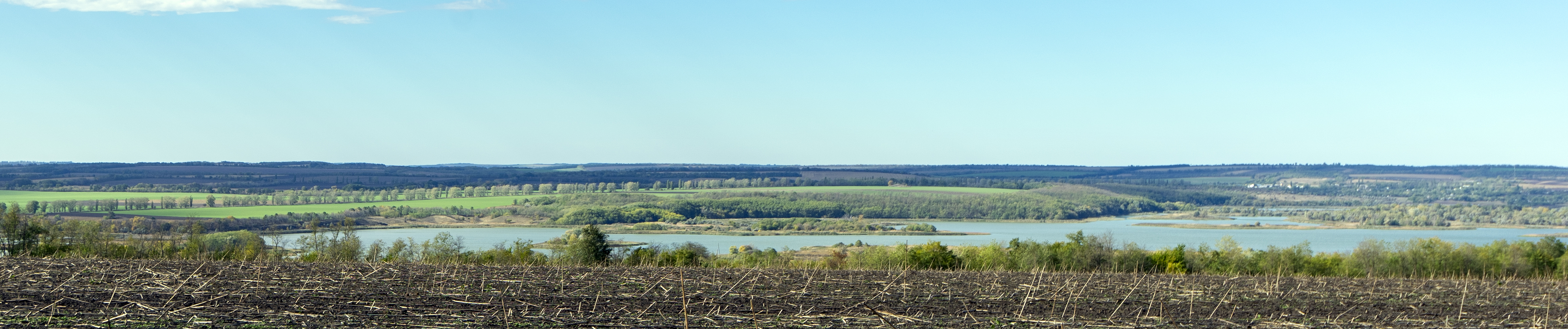

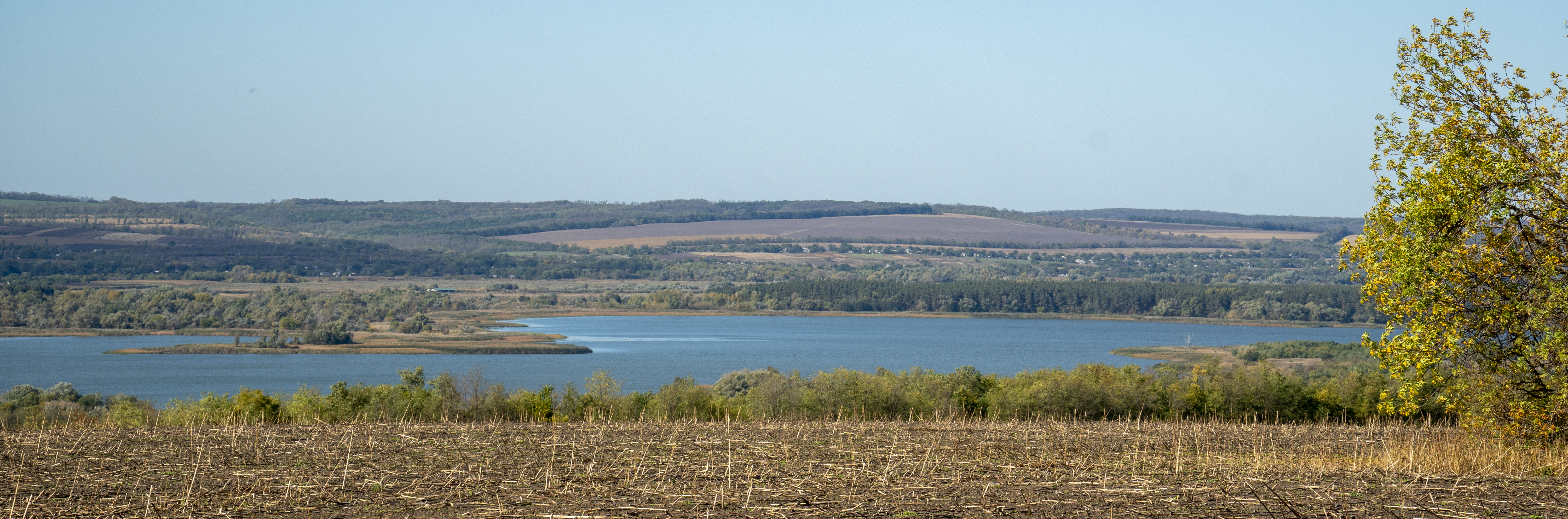

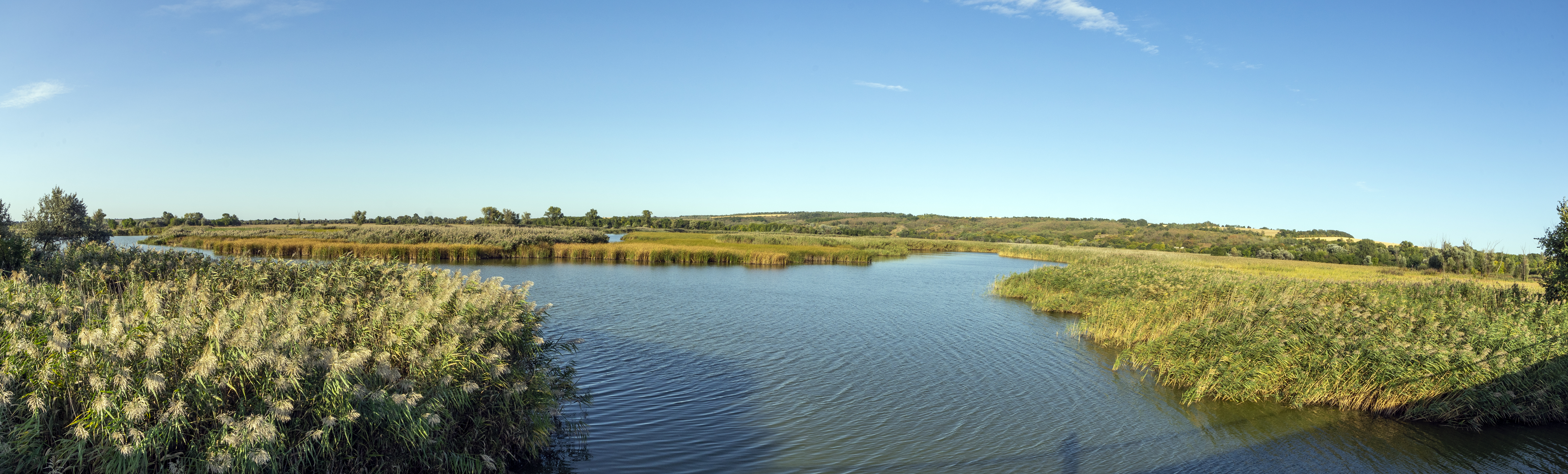

Мости́ — ландшафтний заказник місцевого значення в Україні. Об'єкт природно-заповідного фонду Дніпропетровської області. 
Розташований у Верхньодніпровському районі Дніпропетровської області, на північ від села Мости. 
Площа 2330,9 га. Статус надано згідно з рішенням Дніпропетровської облради від 21.06.2013 року № 440-19/VI. Перебуває у віданні: Верхньоднпровська райдержадміністрація. 
Статус надано для збереження мальовничих природних копмлексів у гирлі річки Омельник (притока Дніпра). Територія заказника охоплює частину акваторії Омельника і Кам'янського водосховища з прибережною смугою та островами в гирлі Омельника. 